# Liste von Söhnen und Töchtern der Stadt Stockport
Dies ist eine Liste bekannter Persönlichkeiten, die in der englischen Stadt Stockport geboren wurden. Die Liste erhebt keinen Anspruch auf Vollständigkeit.

## 18. Jahrhundert

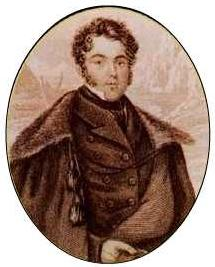
George Back
(1796–1878)

- George Back (1796–1878), Marineoffizier und Polarforscher

## 19. Jahrhundert

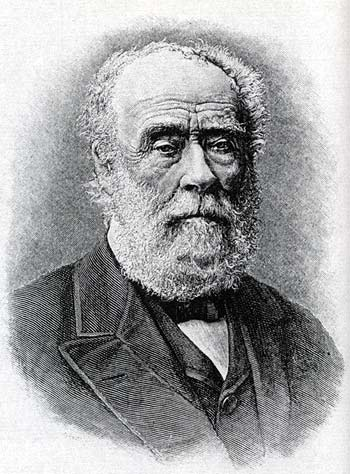
Joseph Whitworth
(1803–1887)

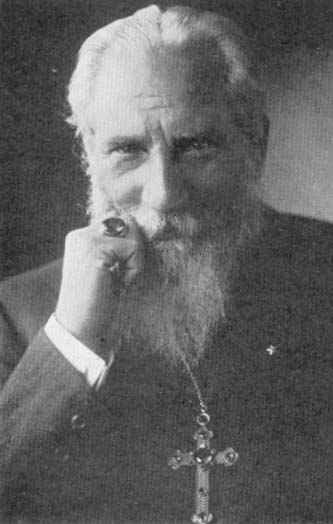
Charles Webster Leadbeater
(1847–1934)

- Joseph Whitworth (1803–1887), Ingenieur
- Isaac Watt Boulton (1823–1899), Ingenieur
- Charles Webster Leadbeater (1847–1934), Priester, Theosoph und Okkultist
- Horace Lamb (1849–1934), Mathematiker und Physiker
- William Frederick Lloyd (1864–1937), kanadischer Politiker
- Ambrose James Moriarty (1870–1949), römisch-katholischer Bischof von Shrewsbury[1]
- George Unwin (1870–1925), Ökonom[2]
- Samuel Frederick Perry (1877–1954), Politiker (Labour Party)
- Clifford Hugh Douglas (1879–1952), Ingenieur
- Louise Hampton (1879–1954), Schauspielerin[3]
- William Garbutt (1883–1964), Fußballspieler und -trainer
- Chris Porter (1885–1915), Fußballspieler
- Sydney Hayes (1891–1944), Lacrosse-Spieler[4]
- Percy Astle (1900–1974), Lacrosse-Spieler[5]
- Edyth Foley (1900–1985), Motorrad-Rennfahrerin

## 20. Jahrhundert

### 1901–1950

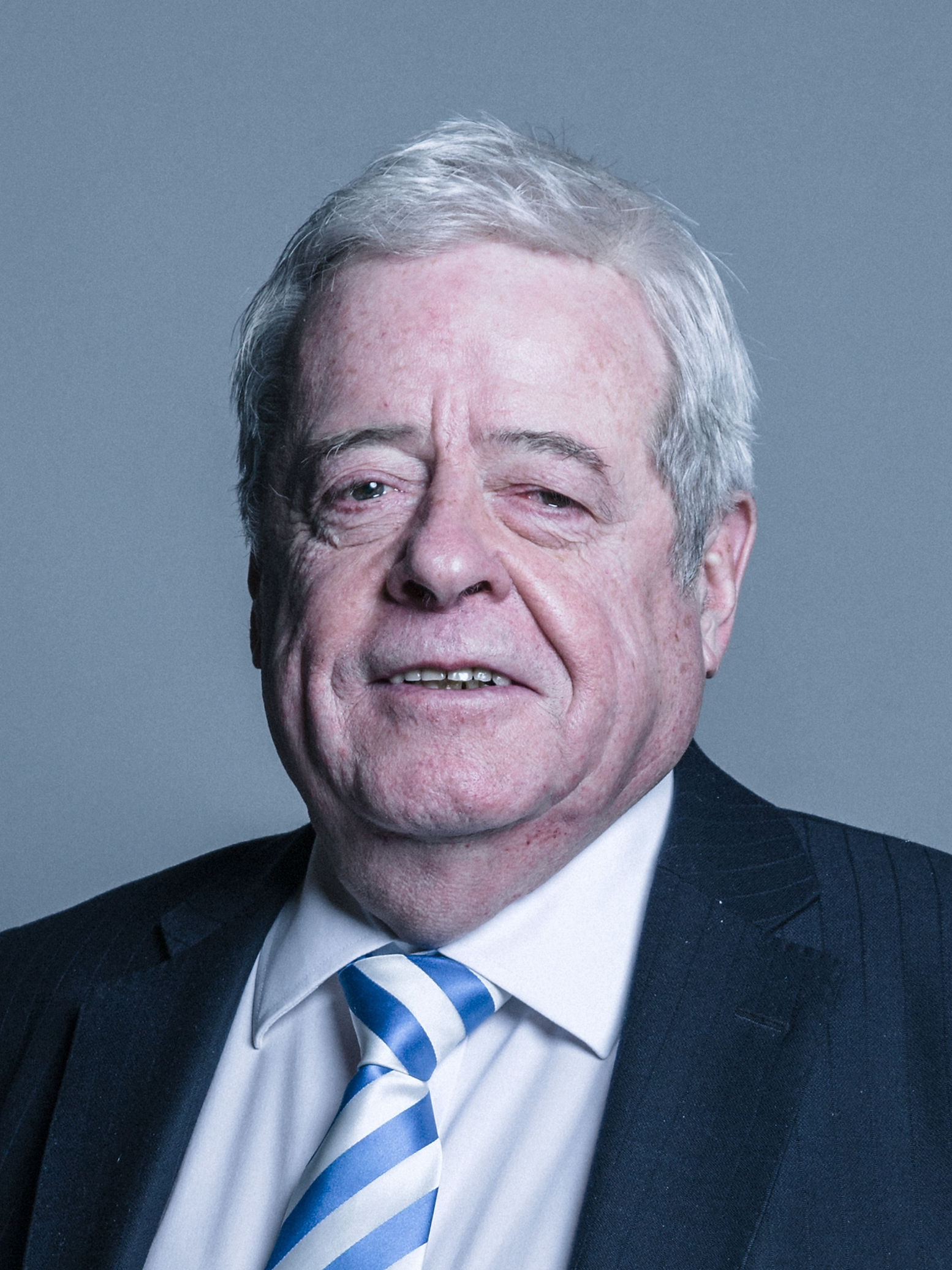
Peter Snape
(* 1942)

- Fred Perry (1909–1995), Tischtennisspieler, Tennisspieler und Modeschöpfer
- Walter Herrenbrück senior (1910–1978), deutscher Theologe und Landessuperintendent von Nordwestdeutschland
- Frederic Calland Williams (1911–1977), Ingenieur
- Stanley Cramp (1913–1987), Verwaltungsbeamter und Ornithologe
- Ted Allbeury (1917–2005), Autor
- John Hatch, Baron Hatch of Lusby (1917–1992), Hochschullehrer und Politiker
- Brian Makin (1918–2008), Lacrosse-Spieler[6]
- Margaret Burbidge (1919–2020), US-amerikanische Astrophysikerin britischer Herkunft
- Cicely Popplewell (1920–1995), Mathematikerin und Softwareentwicklerin
- Len Jackson (1923–1968), Fußballspieler
- John Gregson, Baron Gregson (1924–2009), Politiker (Labour Party)
- Alfred Lomas (1928–2021), Politiker
- Lillian Preece (1928–2004), Schwimmerin[7]
- Alan Newton (1931–2023), Bahnradsportler
- Brian Rawlinson (1931–2000), Schauspieler
- Joan Bakewell, Baroness Bakewell (* 1933), Journalistin, Politikerin und Life Peeress
- Alan Jackson (1933–1974), Radrennfahrer
- Judy Moorcroft (1933–1991), Kostümbildnerin
- Norman Foster (* 1935), Architekt, Designer und Träger des Pritzker-Preises
- Roger Hammond (1936–2012), Schauspieler[8]
- Sabrina (1936–2016), Schauspielerin und Sexsymbol
- Michael Aspinall (* 1939), Musikwissenschaftler und Parodist
- Maura McGiveney (1939–1990), Film- und Fernsehschauspielerin, Komikerin und Sängerin
- Digby Martland (* 1942), Autorennfahrer
- Peter Snape (* 1942), Politiker
- Nicholas Henshall (1944–2015), Historiker
- Diana Wilkinson (* 1944), Schwimmerin[9]
- John Clay (* 1946), Fußballspieler
- John Goto (1949–2023), Künstler
- Peter Boardman (1950–1982), Bergsteiger, Everest-Besteiger und Buchautor

### 1951–1980
- Colin Barrett (* 1952), Fußballspieler
- Geoff Downes (* 1952), Rock-Keyboarder

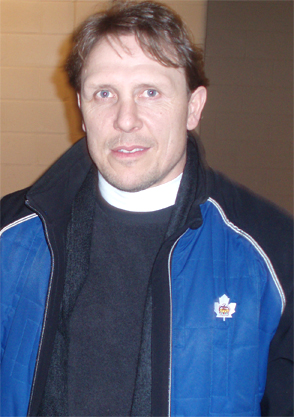
Steve Thomas
(* 1963)

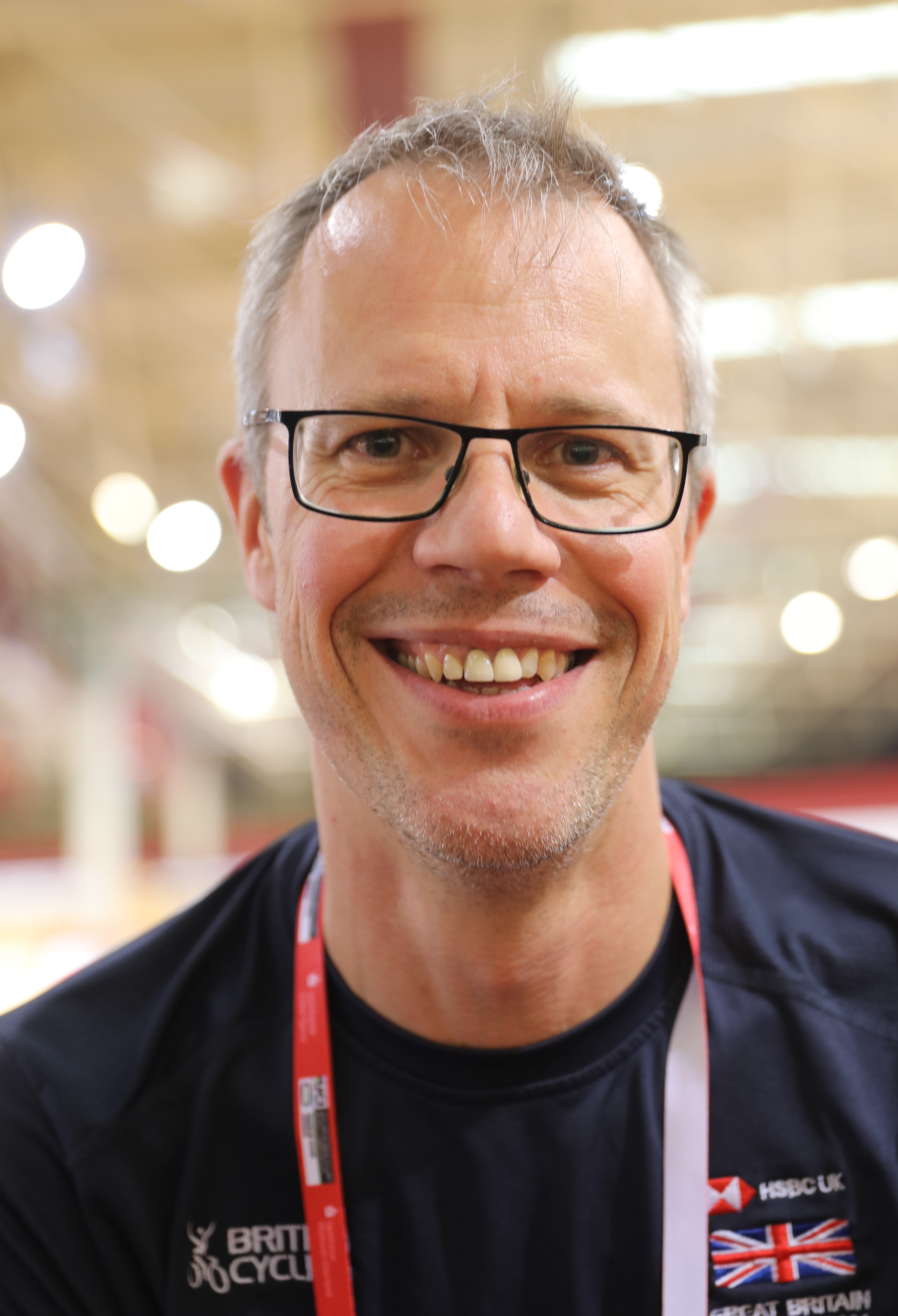
Paul Manning
(* 1974)

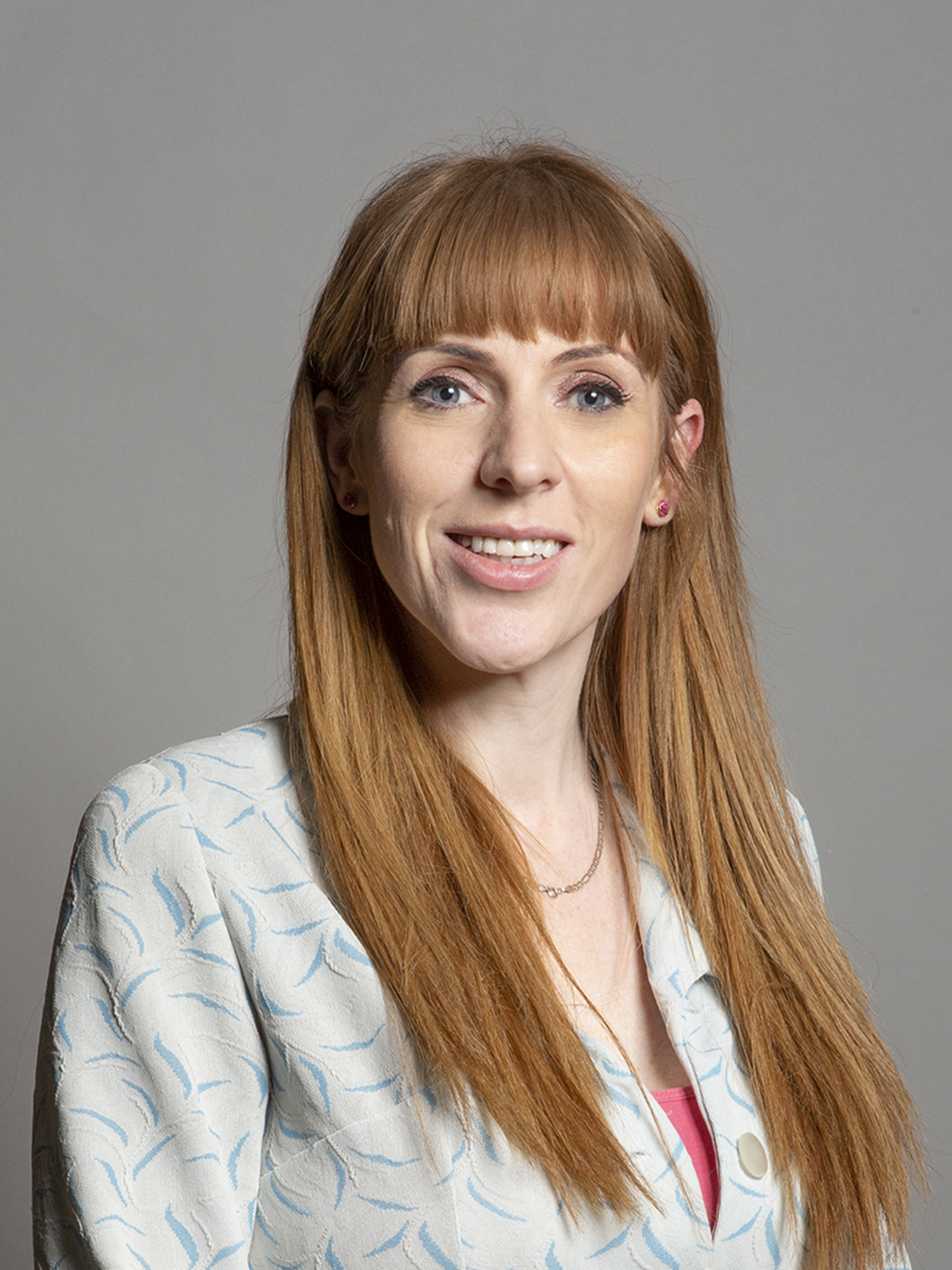
Angela Rayner
(* 1980)

- Des McNulty (* 1952), schottischer Politiker (Labour Party)
- Nicholas Frankau (* 1954), Schauspieler[10]
- Tim McInnerny (* 1956), Schauspieler
- Paul Morley (* 1957), Musikjournalist und -produzent
- Marty Willson-Piper (* 1958), Songwriter, Musiker und Dichter
- Tibor Fischer (* 1959), Schriftsteller
- Dave Ridgway (* 1959), englisch-kanadischer Footballspieler
- Nick Cohen (* 1961), Journalist
- Tony O’Shea (* 1961), Dartspieler
- David Sawer (* 1961), Komponist
- Gerard Horan (* 1962), Schauspieler
- Steve Thomas (* 1963), Eishockeyspieler und -trainer
- David Armitage (* 1965), Historiker
- Deborah Bronnert (* 1967), Diplomatin[11]
- Tammy Miller (* 1967), Hockeyspielerin[12]
- Nick Craig (* 1969), Radrennfahrer[13]
- Peter Knowles (* 1969), Badmintonspieler
- Paul Warhurst (* 1969), Fußballspieler
- Tina Cullen (* 1970), Hockeyspielerin[14]
- Mark Gillespie (* 1970), Gitarrist und Sänger
- Jennifer Hennessy (* 1970), Schauspielerin[15]
- Wayne McGregor (* 1970), Choreograf
- Simon Stephens (* 1971), Dramatiker
- Anthony Flanagan (* 1972), Schauspieler
- Darren Shahlavi (1972–2015), Schauspieler und Stuntman
- Anthony Kappes (* 1973), Radsportler
- David Alan Smith (* 1973), Fußballspieler
- Helen Casey (* 1974), Ruderin[16]
- Chike Chan (* 1974), Schauspieler
- Ben Crompton (* 1974), Schauspieler
- Paul Manning (* 1974), Radrennfahrer
- Daz Sampson (* 1974), Musik-Produzent und Sänger
- James Hickman (* 1976), Schwimmer[17]
- Rob James-Collier (* 1976), Schauspieler
- Dominic Howard (* 1977), Schlagzeuger der Rockband Muse
- Ricky Hatton (* 1978), Boxer
- Andrew Buchan (* 1979), Schauspieler
- Kyla Brox (* 1980), Blues- und Soul-Sängerin und Songwriterin
- Angela Rayner (* 1980), Politikerin (Labour Party)

### 1981–2000
- Matthew Hatton (* 1981), Boxer
- Karl Davies (* 1982), Schauspieler
- Danny Pugh (* 1982), Fußballspieler
- Tyrone Mears (* 1983), Fußballspieler

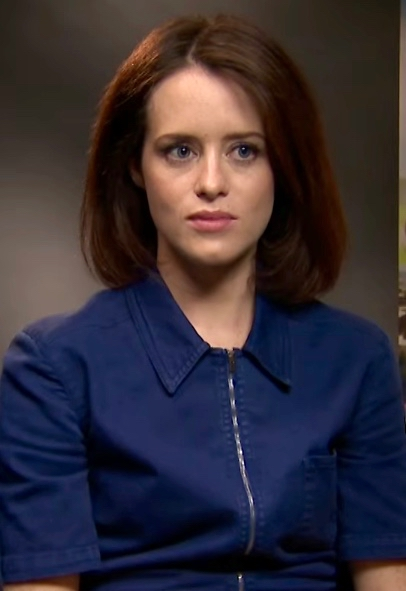
Claire Foy
(* 1984)

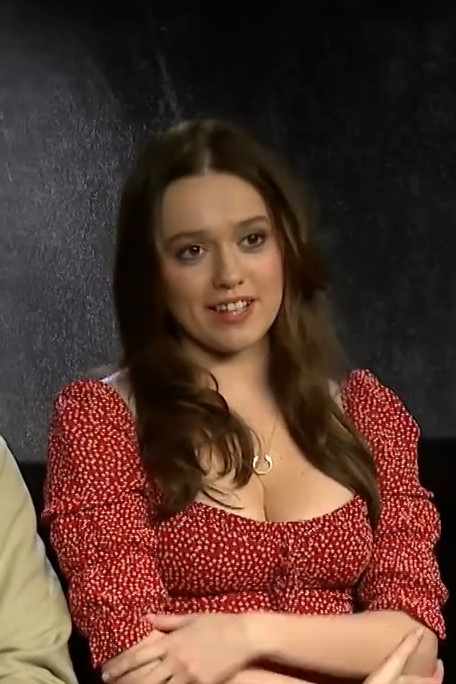
Aimee Lou Wood
(* 1995)

- Julie Page (* 1983), Basketballspielerin
- Kelly Wenham (* 1983), Schauspielerin
- Claire Foy (* 1984), Schauspielerin
- David Horsey (* 1985), Golfer
- Adam Le Fondre (* 1986, in Stockport), Fußballspieler
- Charlotte Burgess (* 1987), Bogenschützin[18]
- Michelle Keegan (* 1987), Model und Schauspielerin
- Samantha Murray Sharan (* 1987), Tennisspielerin
- Ryan Crowther (* 1988), Fußballspieler
- Ross Millington (* 1989), Leichtathlet[19]
- Naomi Broady (* 1990), Tennisspielerin
- Libby Clegg (* 1990), Leichtathletin (Paralympics-Teilnehmerin)
- Anna Green (* 1990), neuseeländische Fußballspielerin
- Nathan Aspinall (* 1991), Dartspieler
- Tom Ince (* 1992), Fußballspieler
- Michael Keane (* 1993), Fußballspieler
- Will Keane (* 1993), Fußballspieler
- Liam Broady (* 1994), Tennisspieler
- Hughie Fury (* 1994), Boxer
- Sophie Skelton (* 1994), Schauspielerin
- Josh Harrop (* 1995), Fußballspieler[20]
- Amy-Eloise Markovc (* 1995), Langstreckenläuferin
- Aimee Lou Wood (* 1995), Schauspielerin
- Luke Bolton (* 1999), Fußballspieler
- Phil Foden (* 2000), Fußballspieler

## 21. Jahrhundert

### Ab 2001
- Kobbie Mainoo (* 2005), Fußballspieler